# Övre Vintervägstjärnen
Övre Vintervägstjärnen är en sjö i Ljusdals kommun i Hälsingland och ingår i Ljusnans huvudavrinningsområde.